# María Dolores Juliano
María Dolores Juliano Corregido (Necochea, Argentina; 22 de septiembre de 1932-Barcelona, España; 26 de noviembre de 2022) fue una antropóloga social argentina.

## Biografía
María Dolores Juliano se formó como maestra, estudió pedagogía y estudió antropología en la Universidad de Mar del Plata, donde se licenció en 1975. Después del golpe de Estado de 1976 que desembocó en la dictadura cívico-militar de Videla se vio obligada a exiliarse. 
Se estableció entonces en Barcelona, donde realizó su doctorado y su tesis Integración y marginación en la cultura rural catalana. Análisis de endoculturación. Desde 1977 fue profesora de antropología en la Facultad de Geografía e Historia de la Universidad de Barcelona, cargo que ocupó hasta que se jubiló el 2001.
Ha publicado numerosos estudios sobre la antropología de la educación, los movimientos migratorios, las minorías étnicas, los estudios de género y la exclusión social. Su producción científica siempre ha estado acompañada por un compromiso social y feminista relevante.
En 2002 compareció en la Comisión del Senado sobre la prostitución como colaboradora en la redacción del informe final de la Comisión.
En 2010 recibió la Cruz de Sant Jordi por su trayectoria académica y valiosos resultados de investigación.
En 2021 obtuvo el premio de LASA/Oxfam America por su trayectoria activista a favor de los sectores marginados.
Falleció en Barcelona el 26 de noviembre de 2022 a los noventa años de edad.

## Obra
- Cultura popular (1985)
- El juego de las astucias. Mujer y mensajes sociales alternativos (1992)
- Educación intercultural. Escolarización y minorías étnicas (1993)
- Chiapas, una rebelión sin dogmas (1995)
- La causa saharaui y las mujeres (1998)
- Las que saben... Subculturas de mujeres (1998)
- La prostitución: el espejo oscuro (2001)
- Excluidas y marginales: una aproximación antropológica (2004)
- Marita y las mujeres en la calle (2004)
- Las otras mujeres: la construcción de la exclusión social (2006)
- Presunción de inocencia. Riesgo, delito y pecado en femenino (2011)
- La pluma de la lechuza (2015), novela
- Tomar la palabra. Mujeres, discursos y silencios (2017)
- La magia de la razón. Memorias imaginarias de Cristina de Suecia (2021

## Premios y reconocimientos
- 2010 Cruz de Sant Jordi.[3]
- 2021 Premio LASA/Oxfam America.[9]
- 2021 Pioneras - Aitzindariak, documental dirigido por Inge Mendioroz sobre el germen de la Antropología Feminista en el Estado español en paralelo con la disciplina antropológica. Stolcke y las otras dos protagonistas del audiovisual Teresa del Valle y Verena Stolcke, fueron importantes referentes en ese proceso.[11]